# Černý kuřák

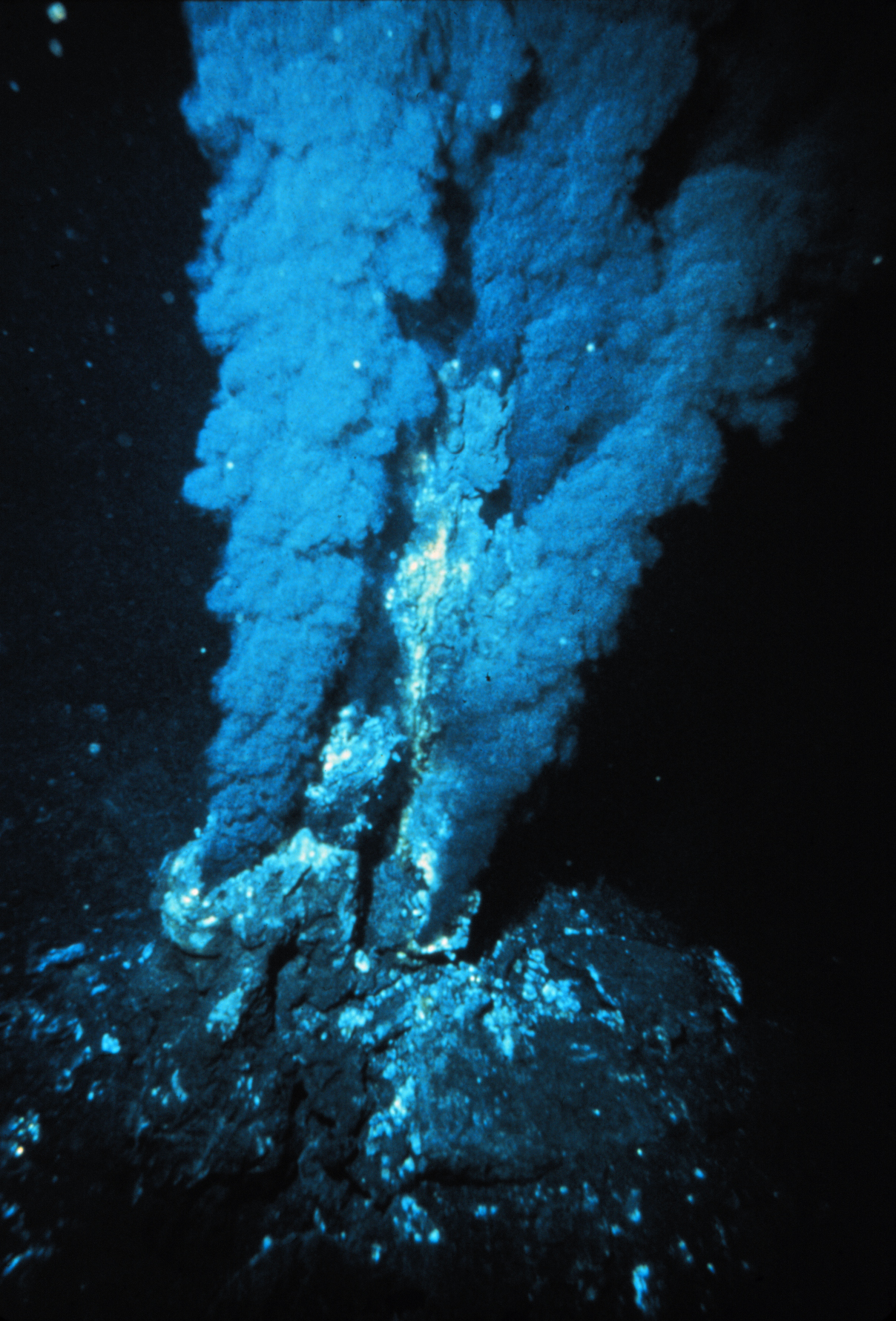
Černý kuřák na mořském dně

Černý kuřák, či anglicky black smoker je nápadný podmořský objekt v podobě hydrotermálního průduchu, který se nalézá na mořském dně. Topograficky se jedná o kruhové komínky, které jsou tvořeny minerálními složkami, které s sebou vynáší z nitra zemské kůry přehřátá voda.
Tito kuřáci se obvykle nacházejí v okolí středooceánských hřbetů v průměrné hloubce 2100 metrů pod hladinou. Průduchy bez ustání chrlí velké objemy mineralizované mořské vody o teplotě vyšší než 400 °C, která vlivem vysokého tlaku okolní vody není přiváděna k varu. Typické tvary kuřáků jsou důsledkem vysrážení minerálních látek, které byly rozpuštěné v mořské vodě, při smíšení s mnohem chladnější vodou v okolí. Z černých kuřáku proudí sloučeniny síry v podobě tmavých mračen sulfidů, které se vysrážejí, jakmile opustí komín.
První pozorování černého kuřáka proběhlo na vědecké expedici NOAA v roce 1977 u souostroví Galapágy za pomoci malé průzkumné ponorky Alvin. V dnešní době je výskyt černých kuřáků potvrzen v Atlantském a Tichém oceánu v hloubkách okolo 2100 metrů, ale předpokládá se, že jejich výskyt bude spojen s většinou oceánů na Zemi. Nejstarší nalezená tělesa černých kuřáků byla objevena nedaleko Číny a jejich stáří se odhaduje na 1,43 miliardy let. Vyvěrající voda je extrémně kyselá a často se její pH pohybuje v nízkých hodnotách okolo 2,8 (což odpovídá přibližně pH octa). Množství vody, které ročně černí kuřáci vychrlí, se odhaduje na 1,4×1014 kilogramů (140 miliard tun).

## Život na mořském dně
Velké překvapení ve vědeckém světě způsobilo zjištění, že v okolí černých kuřáků žijí rozvinutá společenstva s uzavřeným ekosystémem zcela závislým na síře. Nikdo nepředpokládal, že se život na vyšší úrovni může objevit v nepříznivých podmínkách, kde panují obrovské tlaky, kam nedosahuje sluneční světlo a kde je unikající voda obohacená sirovodíkem, který je pro většinu pozemských organismů smrtelný. Bylo zjištěno, že zde existuje potravní řetězec, kde na počátku stojí bakterie, které využívají síru a ostatní minerály obsažené v unikající vodě jako základní zdroj potravy, ze které jsou pomocí chemotrofie schopny uvolňovat energii. Na bakteriích jsou závislé další vyšší organismy (Riftia pachyptila), které dosahují přírůstku až 85 centimetrů za rok. Je zde možno objevit slepé garnáty, krevety, vřídelní kraby, ryby (např. druhy Zoarcidae, Bathysaurus). Zdokumentovaný vrchol potravního řetězce je zatím u velkých červů a škeblí.

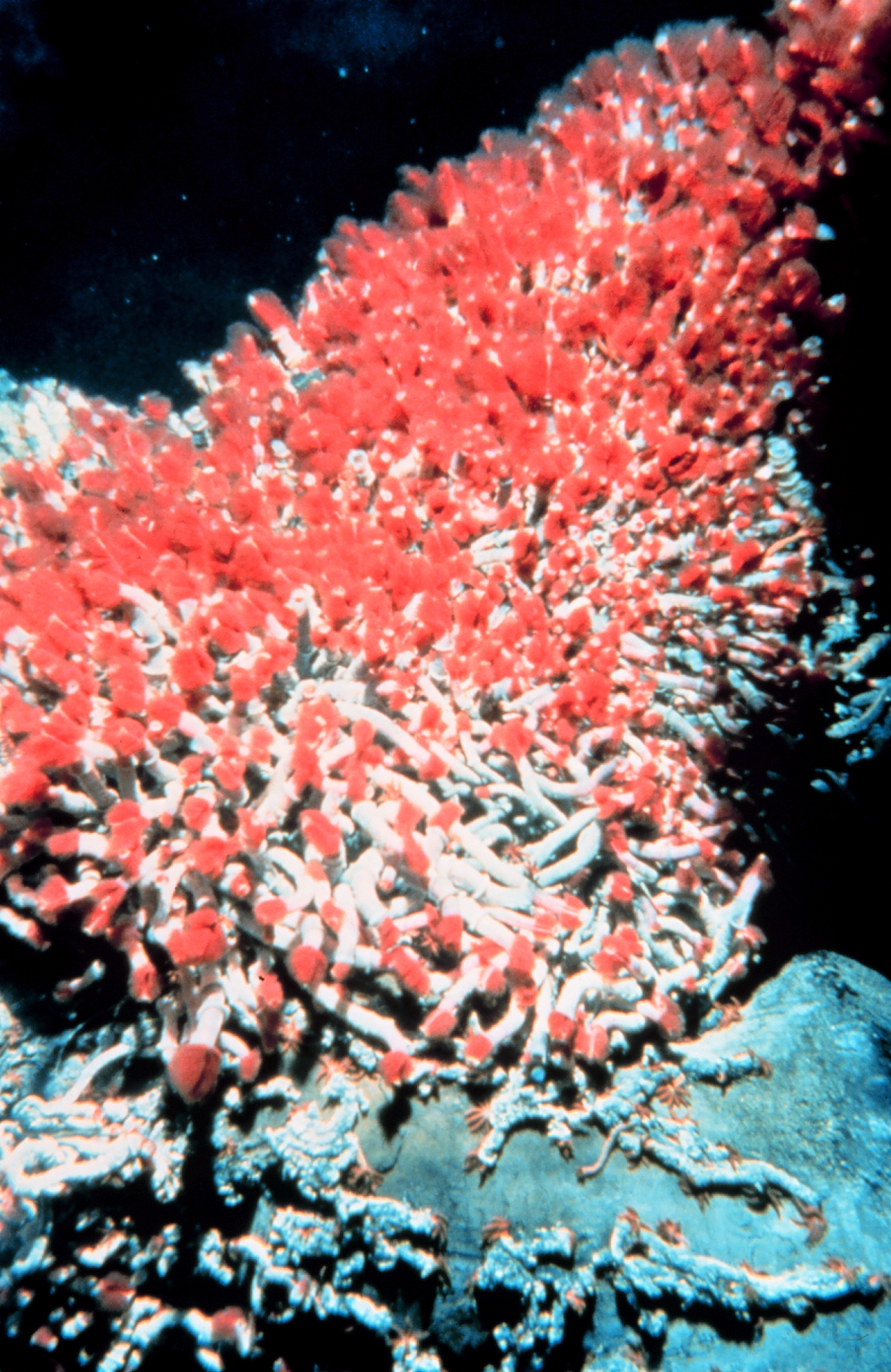
Pohled na rozvinutý život v okolí kuřáka

V okolí kuřáků byly objeveny zvláštní organismy (např. plž Crysomallon squamiferum), které svojí schránku vytvářely ze sloučenin železa a síry podobných pyritu. Předpokládá se, že k jeho stabilizaci přispívá velmi vysoký tlak, který dosahuje hodnot kolem 25 megapascalů. Schránka nejspíše slouží pro obranu před prostředím a před predátory, kteří mohou být ve vyšších vrstvách potravního řetězce.
V Pacifiku u mexických břehů byly objeveny sirné zelené bakterie (green sulfur bacteria), u kterých probíhá fotosyntéza, ale které neprodukují kyslík. Zajímavostí je, že se nachází v takové hloubce, kam neproniká sluneční světlo, podrobnějším výzkumem se ukázalo, že získávají „světlo“ z neznatelné záře horké vody a rozpálených skal v okolí.
Celosvětově je známo okolo 550 druhů různých organismů, které jsou závislé na prostředí černých kuřáků. V průběhu dalších expedic jsou stále nacházeny nové a nové druhy, takže číslo nebude konečné. V okolí vřídel je vysoká hustota a abundance jedinců.

## Černí kuřáci ve vesmíru
Po objevení rozsáhlého oceánu na jednom z Jupiterových měsíců Europě, se začalo uvažovat, že by se podobní kuřáci mohli nalézat i na jeho povrchu v okolí tektonických zlomů.[zdroj?] Jednalo by se o ideální místo, kde by se mohly vytvořit primitivní zárodky mimozemského života. Prokázání předpokladu je plánováno pomocí speciální podmořské vesmírné sondy, která by měla být k Europě vyslána v následujících desetiletích.
Objevení černých kuřáků a rozvinutého života v jejich okolí ukazuje odolnost života a jeho schopnost se adaptovat na nehostinné podmínky, což se stává argumentem pro zastánce života na jiných vesmírných tělesech. Objevení černých kuřáků též znamenalo přehodnocení postoje, podle kterého je k životu potřeba sluneční záření (viz též Net primary production).